# 80 мм РСЗВ на базі МТ-ЛБ
80 мм РСЗВ на базі МТ-ЛБ — українська реактивна система залпового вогню на базі радянського легкого броньованого гусеничного тягача МТ-ЛБ.

## Історія
Після початку бойових дій на сході України  навесні 2014 року збільшилася потреба Збройних сил України  в ракетно-артилерійських системах (зокрема, для нових частин та з'єднань сухопутних військ, що створюються під час мобілізації). Надалі у зв'язку зі зміною характеру бойових дій (переходом від маневреної війни до відносної стабілізації лінії фронту після підписання у вересні 2014 року Мінських угод) зросла потреба у мобільних РСЗВ для посилення армійських підрозділів української армії на рівні „рота – батальйон”. 
Першу пускову установку було збудовано військовослужбовцями 81-ї окремої аеромобільної бригади на базі зенітно-ракетного комплексу "Стріла-10" та вперше представлено у серпні 2015 року під час виступу президента України П. А. Порошенка перед військовослужбовцями повітряно-десантних військ.До 17 квітня 2016 року було збудовано не менше п'яти РСЗВ на базі МТ-ЛБ.
У травні 2017 року на конференції у Львівській академії сухопутних військ було запропоновано розглянути можливість переобладнання додаткової кількості тактичних РСЗВ ротно-батальйонної ланки цього типу. У той же час було відзначено, що для більш ефективного застосування подібних РСЗВ необхідно вирішити низку організаційних та технічних питань (затвердити організаційно-штатну структуру батареї РСЗВ даного типу, скласти таблиці стрільби наявними типами ракет, відпрацювати варіанти використання РСЗВ цього типу разом із БПЛА).
Влітку 2017 року ДАХК «Артем» встановила один 80-мм пусковий блок на дистанційно керований апарат "Фантом" (26 липня 2017 року, який виконав тестові стрільби на одному з військових полігонів). 10 жовтня 2017 року на збройній виставці "Зброя та безпека-2017", що проходила в Києві, був представлений демонстраційний зразок пускової установки ZRN-01 "Stokrotka", розроблений в результаті кооперації ДК "Укроборонпром" та польської компанії "WB Group" за програмою "Ромашка" (Два 20-ствольних блоки для запуску 80-мм некерованих ракет С-8 з прицілом і системою наведення, змонтовані на поворотній платформі), який був встановлений на шасі повнопривідної тривісної вантажівки Star-265M2 польського виробництва.
У цей же час стало відомо, що лише близько 40% некерованих ракет С-8 на складах ВПС України за своїм технічним станом можуть бути використані за прямим призначенням (як авіаційні ракети).
14 вересня 2018 року був спущений на воду десантно-штурмовий катер "Кентавр", на якому встановили аналогічну пускову установку РСЗВ (два 20-ствольні блоки для запуску 80-мм некерованих ракет С-8 з прицілом та системою наведення, змонтовані на поворотній платформі).
У жовтні 2018 року було оголошено про можливість встановлення 20-ствольних пускових блоків на інші платформи (колісну техніку, гусеничні шасі, кораблі та катери).

## Опис
РСЗВ є шасі МТ-ЛБ з поворотною платформою в задній частині корпусу, на якій встановлені два 20-ствольних авіаційних блоки Б-8 для запуску 80-мм некерованих ракет С-8. Маса порожнього блоку становить 150 кг, спорядженого – 450 кг. Для виготовлення РСЗВ запропоновано використовувати авіаційні блоки НАР, які є в наявності на арсеналах, базах та складах міністерства оборони України.

## Оператори
- Україна